# توخین
توخین (به اسپانیایی: Tuchín) یک سکونتگاه مسکونی در کلمبیا است که در بخش کوردوبا واقع شده‌است.